# Bendik Singers
Die Bendik Singers waren eine vierköpfige norwegische Gesangsformation, die vom Sänger und Komponisten Arne Bendiksen zusammengestellt wurde. Die Mitglieder der Gruppe waren Anne-Karine Strøm, Ellen Nikolaysen und die Brüder Bjørn und Benny Kruse.

## Eurovision Song Contest
Als Gewinner des Melodi Grand Prix mit dem Titel Å for et spill durften sie beim Concours Eurovision de la Chanson 1973 in Luxemburg antreten. Das Lied wurde auf Englisch mit einzelnen Sätzen in anderen europäischen Sprachen übersetzt vorgetragen. Als It’s Just a Game ging das Stück auf den siebten Platz.
Im folgenden Jahr gewann Anne-Karine Strøm als Solosängerin den norwegischen Vorentscheid. Sie wurde dort von den restlichen Bendik Singers als Backgroundchor begleitet.